# Голубине молоко

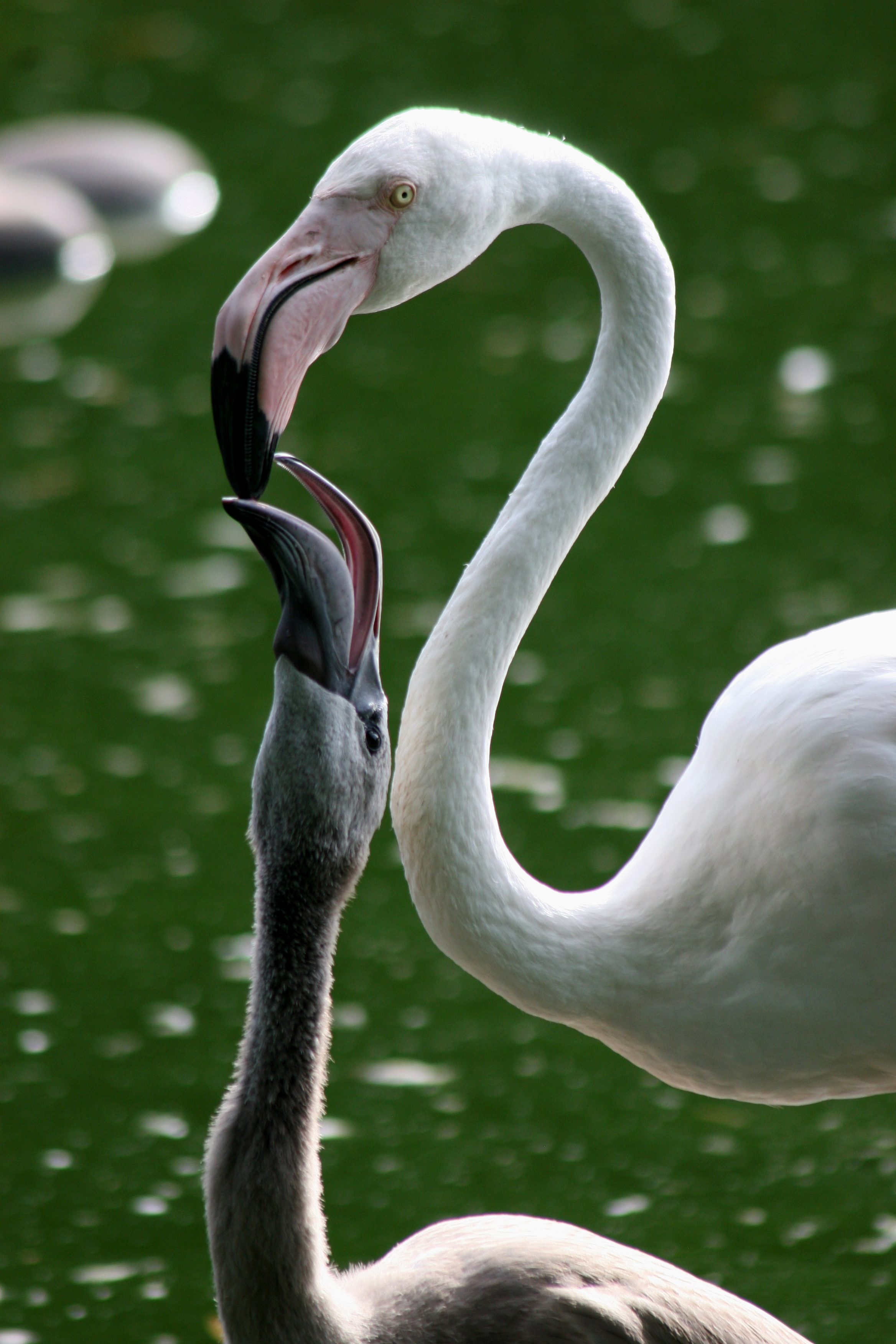
Фламінго годує пташеня зобним молоком

Голубине молоко або пташине молоко́ або волове молоко́ — це молокоподібне утворення, що утворюється у голубів після народження пташеняти. 
Склад голубиного молока має багато поживних речовин, що сприяють швидкому прискоренню збільшення маси пташенят, які харчуються ним. Утворюється у всіх представників родини голубиних, фламінго, деяких пінгвінів та в деяких видів папуг. Утворюється у волі птахів і потрапляє у дзьоб дитинчат.. У голубів голубине молоко виділяється клітинами зоба, а у фламінго і пінгвінів даний секрет виділяють особливі залози стравоходу і кишки.

## Відмінності від молока ссавців
Незважаючи на свою назву, голубине молоко суттєво відрізняється від справжнього молока ссавців. До складу пташиного молока входить велика кількість жирів і білків, в той же час, на відміну від справжнього молока ссавців, не містить вуглеводів, лактози і кальцію.